# Alcide Bezzati
Alcide Bezzati (Padova, 4 aprile 1907 – Bolzano, 8 maggio 1967) è stato un calciatore italiano, di ruolo portiere.

## Carriera
Gioca con il Padova nella Divisione Nazionale (la massima serie dell'epoca) nella stagione 1926-1927 e in Serie B nella stagione 1930-1931 disputando in totale 14 partite. Debutta il 2 gennaio 1927 nella partita Doria-Padova (1-0). Gioca la sua ultima partita con i biancoscudati il 21 giugno 1931 in Padova-Lecce (1-0).
Ha disputato la stagione 1931-32 in Prima Divisione a Rovigo.
Militò poi nella Bagnolese e nel Bolzano.

## Palmarès

### Club

#### Competizioni nazionali
- Campionato italiano di terza divisione: 1

Adriese: 1929-1930